# بوئینگ سونیک کروزر
بوئینگ سونیک کروزر (به انگلیسی: Boeing Sonic Cruiser) یک هواپیمای ساختِ کارخانهٔ هواپیماهای تجاری بوئینگ در کشور ایالات متحده آمریکا است.